# آوی، شرانت-ماریتیم
آوی (به فرانسوی: Avy) یک کمون در فرانسه است که در شرانت-ماریتیم واقع شده‌است. آوی ۱۴٫۶۴ کیلومتر مربع مساحت دارد.